# Rudolf Volkmann
Rudolf Volkmann (* 12. September 1897 in Latferde; † 15. Mai 1975) war ein deutscher kommunistischer Politiker.
Volksmann war von Beruf Binnenschiffer. Seit 1919 war er Mitglied der KPD. Für diese Partei war er zwischen 1925 und 1931 Mitglied im Stadtrat von Minden sowie im Kreistag des Kreises Minden. Nach dem Beginn der Zeit des Nationalsozialismus wurde Volkmann zwischen Februar und Dezember 1933 inhaftiert. Im Jahr 1945 arbeitete er zeitweise als Lotse und war ab 1946 als Gewerkschaftssekretär der ÖTV tätig. 
Ebenfalls seit 1946 war Volkmann erneut Mitglied von Stadtrat und Kreistag in Minden. Im selben Jahr war er Mitglied im Provinzialrat Westfalen und Mitglied im ernannten Landtag von Nordrhein-Westfalen. In der zweiten Wahlperiode des gewählten Landtages von Nordrhein-Westfalen zog er als Nachrücker am 23. Februar 1953 ein, schied aber bereits am 3. März 1953 wieder aus.   